# 佐藤伊助
佐藤 伊助（さとう いすけ、1867年2月21日（慶応3年1月20日） - 1921年（大正10年）11月22日）は、日本の政治家。衆議院議員（3期）。

## 経歴
新潟県出身。漢学を学ぶ。農業を営み、村上町(現・村上市)会議員、同農会長、岩船郡会議員、学務委員、村上貯蓄銀行専務取締役となる。
1898年3月の第5回衆議院議員総選挙において新潟2区から進歩党公認で立候補して初当選した。同年9月の第6回衆議院議員総選挙では憲政本党公認で再選を果たした。第7回衆議院議員総選挙と第8回衆議院議員総選挙は不出馬。1904年の第9回衆議院議員総選挙において新潟県郡部から憲政本党公認で当選した。衆議院議員を3期務めた。1908年の第10回衆議院議員総選挙には不出馬。1921年死去。